# Retynit

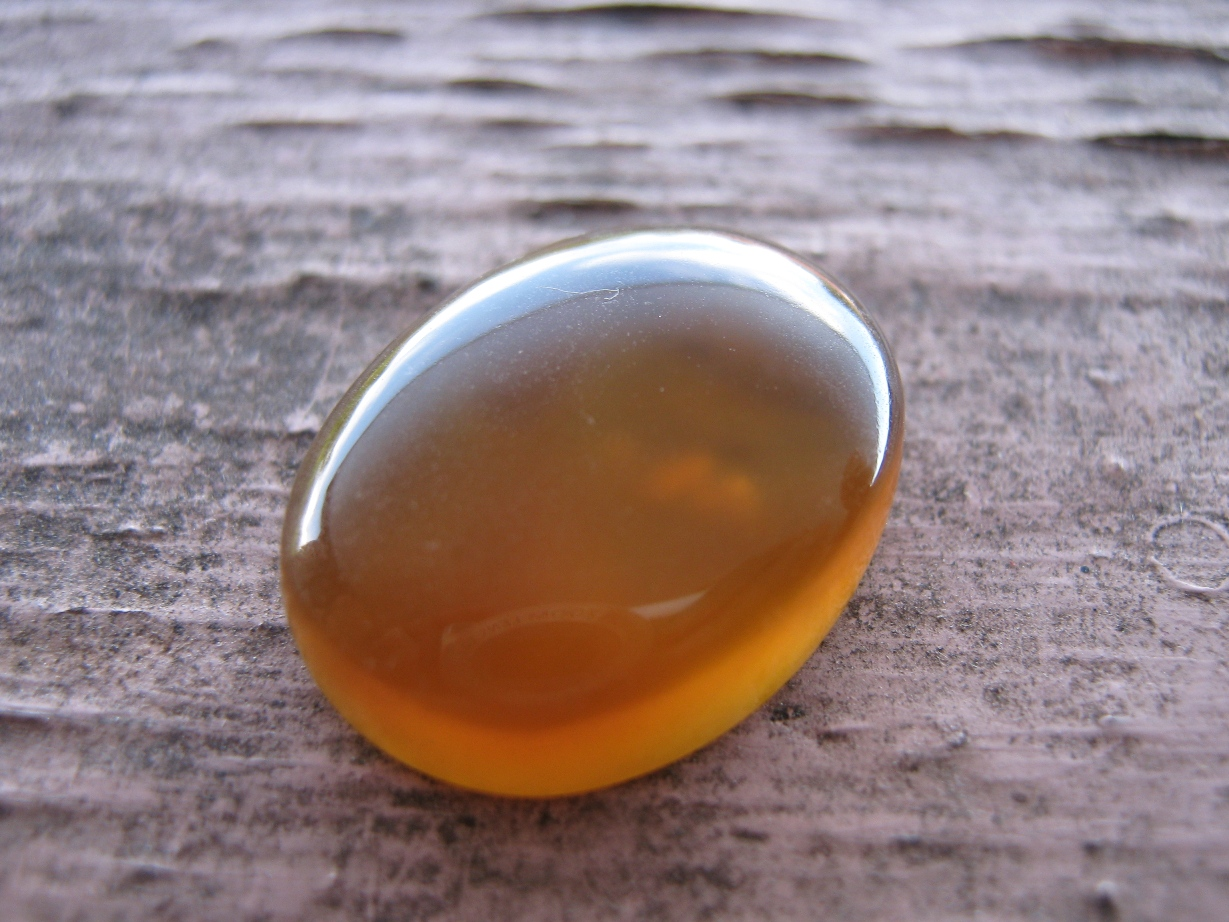
Polerowany kawałek retynitu pochodzący z Borneo.

Retynit – odmiana bursztynu, żywica kopalna cechująca się brakiem kwasu bursztynowego lub jego obniżoną zawartością (poniżej 3%), czym różni się od sukcynitu. Pod własnymi nazwami znane są różne odmiany retynitu, np. gedanit. Z wyjątkiem sukcynitu (głównie tzw. bursztynu bałtyckiego, ukraińskiego i z Bitterfeld) olbrzymia większość bursztynów występujących na świecie należy do retynitów. Retynit od sukcynitu można odróżnić, robiąc analizę widma w podczerwieni - odcinek uzyskanej krzywej dla długości fali 8,3 mikrometra wyraźnie się różni u obu tych żywic.